# Насарава Юнайтед
«Насарава Юнайтед» (англ. Nasarawa United) — нігерійський футбольний клуб з міста Лафіа. Заснований 2003 року. У сезоні 2023—2024 команда буде грати у національній лізі Нігерії.